# Belgershain
Belgershain település Németországban, azon belül Szászország tartományban. Lakosainak száma 3372 fő (2023. december 31.). Belgershain Naunhof, Parthenstein, Otterwisch, Rötha és Großpösna községekkel határos.

## Népesség
A település népességének változása:
| Lakosok száma | 3388 | 3374 | 3334 | 3363 | 3380 | 3372 |
|               | 2010 | 2017 | 2019 | 2021 | 2022 | 2023 |